# Jérôme Kerviel
Jérôme Kerviel (ur. 11 stycznia 1977) – były makler banku Société Générale, oskarżony o defraudację 4,9 mld euro.
Pochodzi z miasteczka Pont-l’Abbé w Bretanii. Zaczął pracę w Société Générale w 2000 roku. Polegała ona na zarabianiu dla banku pieniędzy na podstawie przewidywanych zachowań europejskiego rynku akcji.
Do defraudacji doprowadził dzięki otwieraniu nieautoryzowanych transakcji na europejskim rynku kontraktów terminowych. Makler miał ograniczone kompetencje, lecz potrafił je skutecznie omijać, wykorzystując znajomość mechanizmów kontrolnych banku, co przyniosło Société Générale fatalne skutki.
Jednak większość strat prawdopodobnie nie wynika z jego winy. Dokonywane przez niego transakcje przyniosły straty na wartości ok. 1,5 miliarda euro, podczas gdy bank stracił kolejne 3,4 mld, próbując szybko pozbyć się tych aktywów podczas kryzysu.
5 października 2010 roku został uznany za winnego przez sąd I instancji.